# Grasberg (Indonezja)

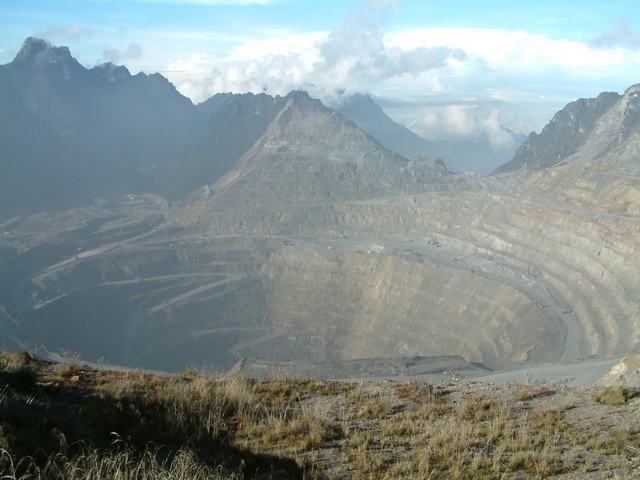
Wyrobisko kopalni Grasberg (w tle Góry Śnieżne)

Okręg Wydobywczy Grasberg (ang. Grasberg Minerals District) – indonezyjska kopalnia miedzi, srebra i złota położona w Górach Śnieżnych na wyspie Nowa Gwinea.
Kopalnia została otwarta w 1972 r. Jest jedną z największych na świecie kopalni miedzi i złota oraz największą kopalnią w Indonezji. Znajduje się na wysokości około 4000 m n.p.m. w mieście Tembagapura w prowincji Papua Środkowa.

## Historia
Złoża polimetaliczne w Górach Śnieżnych na Nowej Gwinei zostały odkryte w 1936 r. przez ekspedycję badawczą holenderskiego geologa Jean-Jacques'a Dozy. Natrafiła ona na szczyt górski o wysokości około 4000 m n.p.m., który został opisany w raporcie z wyprawy jako Ertsberg. W toku badań próbek skał okazało się, że jest on zbudowany z bogatej w metale rudy, a jej głównym składnikiem jest miedź.
W 1959 r. amerykańska gazeta New York Times opublikowała artykuł o tym znalezisku. Raportem z holenderskiej ekspedycji zainteresował się koncern wydobywczy Freeport-McMoRan, który postanowił zainwestować w wydobycie miedzi na Nowej Gwinei. W 1967 r. w Genewie doszło do konferencji, podczas której amerykańska firma uzyskała dla siebie od rządu Indonezji wyłączną koncesję na eksploatację złóż w Górach Śnieżnych.
W ciągu pięciu lat wybudowano infrastrukturę drogową, kombinat górniczy i miasto Tembagapura. W 1972  r. rozpoczęto eksploatację pierwszego pola wydobywczego – Ertsberg. W międzyczasie poszukiwano w Górach Śnieżnych podobnie zbudowanego szczytu górskiego. Odkryto go w latach 80. XX wieku. Na Grasbergu poza miedzią stwierdzono również występowanie złota i srebra.
W 1988 r. otwarto na górze Grasberg nową kopalnię, w której wydobycie rozpoczęto w 1990 r. Obecnie jest ona największą kopalnią odkrywkową złota na świecie i trzecią co do wielkości kopalnią miedzi.

## Charakterystyka
Okręg Wydobywczy Grasberg ma charakter kopalni odkrywkowej i znajduje się w zachodniej części masywu górskiego Gór Śnieżnych. Pole wydobywcze zajmuje powierzchnię 10 000 ha. Pierwotnie wydobycie odbywało się na wysokości 4200 m n.p.m. Pod koniec lat 90. XX wieku prowadzone było na wysokości 3000 m n.p.m. Najniżej położone pokłady rudy stwierdzono na wysokości 2700 m n.p.m.
Badania przeprowadzone przez koncern Freeport-McMoran wykazały, że otwarta w 1988 r. kopalnia Grasberg zawiera największą pojedynczą rezerwę złota na świecie i drugą co do wielkości rezerwę miedzi.